# Ioan Muntean
Ioan Muntean (n. 30 septembrie 1886, Tătârlaua - d. 1 mai 1934, Tătârlaua) a fost un delegat în Marea Adunare Națională de la Alba Iulia, organismul legislativ reprezentativ al „tuturor românilor din Transilvania, Banat și Țara Ungurească”, cel care a adoptat hotărârea privind Unirea Transilvaniei cu România, la 1 decembrie 1918.:p. 77

## Biografie
A fost un gospodar cunoscut în satul natal, merite care l-au trimis mai departe spre o carieră solidă.

## Activitatea politică

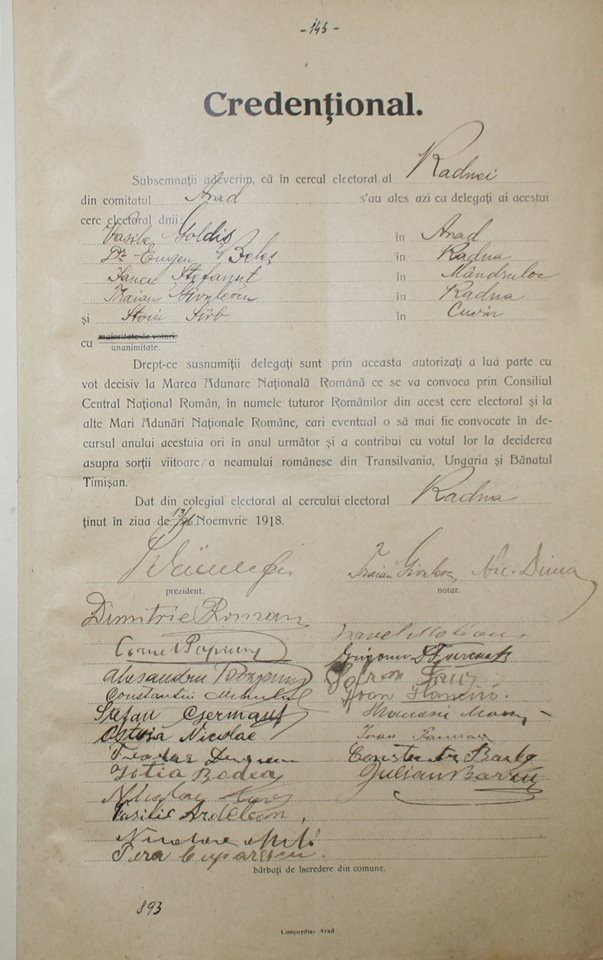
Credențional

A fost delegat al satului Tătârlaua.
Înainte de Marea Unire dar și după acest mare evenimen, Ioan Muntean t a fost primar al satului său, fiind și desemnat ca reprezentant la Marea Adunare Națională de la Alba Iulia.